# ماری ثارپ
ماری ثارپ (انگلیسی: Marie Tharp; ۳۰ ژوئیهٔ ۱۹۲۰ – ۲۳ اوت ۲۰۰۶) دانشمند در زمینه اقیانوس‌نگاری، نقشه‌نگاری، و زمین‌شناسی اهل ایالات متحده آمریکا بود. او در هم‌کاری با بروس هیزن نخستین نقشه‌ی علمی از کف اقیانوس اطلس را پدید آورد.